# دين فيليبس
دين فيليبس (بالإنجليزية: Dean Phillips)‏ هو سياسي أمريكي، ولد في 20 يناير 1969 في الولايات المتحدة. حزبياً، نشط في الحزب الديمقراطي.

## وصلات خارجية
- الموقع الرسمي